# James Thomas Leach
James Thomas Leach (* 1805 in Cleveland, North Carolina; † 28. März 1883 im Johnston County, North Carolina) war ein US-amerikanischer Arzt, Plantagenbesitzer und Politiker. Der Kongressabgeordnete James Madison Leach (1815–1891) war sein Cousin.

## Werdegang
James Thomas Leach, Sohn von Susanna „Susan“ Parham (1778–1839) und des Farmers John Thomas Leach II. (1778–1837), wurde ungefähr sieben Jahre vor dem Ausbruch des Britisch-Amerikanischen Krieges im Cleveland Township (Johnston County) geboren. Er hatte noch eine jüngere Schwester: Susan Parham Leach (1810–1886). Seine Großeltern väterlicherseits waren Elizabeth Winnants und Dr. John Thomas Leach I. aus Johnston County. Über seine Jugendjahre ist nichts bekannt. Leach wurde, wie sein Großvater, ein Arzt. In den Folgejahren betrieb er eine Praxis und eine große Plantage im Johnston County. Am 21. Juli 1833, im Alter von 28 Jahren, heiratete er die 18 Jahre alte Elizabeth Willis Sanders (1815–1865) von der „Sanders Grove“ Plantage, Tochter von Colonel John Sanders, eines wohlhabenden Plantagenbesitzers aus Johnston County, und seiner zweiten Ehefrau Mary Boddie. Das Paar bekam mindestens zehn Kinder: Dr. John Sanders Leach (1833–1873), Elizabeth (* um 1835), James Thomas Leach junior (1839–1912), Mary E. (* um 1841), William (* um 1843), Nancy „Nannie“ (* um 1847), Claudius (* um 1849), Sarah „Sallie“ (1851–1881), Cornelia „Nellie“ (1855–1887) und Ida (1857–1889). Leach verfolgte auch eine politische Laufbahn. Er saß von 1858 bis 1859 im Senat von North Carolina. Obwohl er gegen die Sezession war, diente er von 1864 bis 1865 im zweiten Konföderiertenkongress. Nach dem Ende des Bürgerkrieges prangerte er die vorherrschenden Bedingungen während der Reconstruction an. Weniger als vier Monate nach der Kapitulation von North Carolina verstarb seine Ehefrau im Juli 1865 nach 32 Ehejahren. James Thomas Leach überlebte sie um etwa 18 Jahre.